# Перепис населення США (1990)
Перепис населення США у 1990 році — двадцять перший за рахунком перепис населення у Сполучених Штатах Америки. За результатами цього перепису, населення США становило приблизно 250 млн осіб.

## Преамбула
Згідно з Конституцією Сполучених Штатів, переписи населення в США проводяться кожні 10 років, починаючи з 1790 року. Попередній перепис проводився в 1980 році. Участь у переписі населення є обов'язковою відповідно до 13-го розділу Кодексу США.